# Maragondon
Maragondon is een gemeente in de Filipijnse provincie Cavite. Bij de laatste census in 2007 had de gemeente bijna 34 duizend inwoners.

## Geografie

### Bestuurlijke indeling
Maragondon is onderverdeeld in de volgende 27 barangays:
| - Bucal I - Bucal II - Bucal III A - Bucal III B - Bucal IV A - Bucal IV B - Caingin Pob. - Garita I A - Garita I B - Layong Mabilog - Mabato - Pantihan I - Pantihan II - Pantihan III | - Pantihan IV - Patungan - Pinagsanhan I A - Pinagsanhan I B - Poblacion I A - Poblacion I B - Poblacion II A - Poblacion II B - San Miguel I A - San Miguel I B - Talipusngo - Tulay Silangan - Tulay Kanluran |

## Demografie
Maragondon had bij de census van 2007 een inwoneraantal van 33.604 mensen. Dit zijn 2.377 mensen (7,6%) meer dan bij de vorige census van 2000. De gemiddelde jaarlijkse groei komt daarmee uit op 1,02%, hetgeen lager is dan het landelijk jaarlijks gemiddelde over deze periode (2,04%). Vergeleken met de census van 1995 is het aantal mensen met 7.776 (30,1%) toegenomen.

De bevolkingsdichtheid van Maragondon was ten tijde van de laatste census, met 33.604 inwoners op 127,04 km², 264,5 mensen per km².